# Tavernole sul Mella
Tavernole sul Mella là một đô thị thuộc tỉnh Brescia trong vùng Lombardia ở Ý. Đô thị này có diện tích 19 km², dân số 1330 người.
Đô thị này có các làng sau: Cimmo, Pezzoro.
Đô thị này giáp với các đô thị sau: Lodrino, Marcheno, Marmentino, Pezzaze, Pisogne, Zone (Italia).